# 15068 Віґерт
15068 Віґерт (15068 Wiegert) — астероїд головного поясу, відкритий 13 січня 1999 року.
Тіссеранів параметр щодо Юпітера — 3,013.